# NGC 3313
NGC 3313 је спирална галаксија у сазвежђу Хидра која се налази на NGC листи објеката дубоког неба.
Деклинација објекта је - 25° 19' 8" а ректасцензија 10h 37m 25,5s. Привидна величина (магнитуда) објекта NGC 3313 износи 11,6 а фотографска магнитуда 12,4. NGC 3313 је још познат и под ознакама ESO 501-50, MCG -4-25-44, UGCA 213, AM 1035-250, IRAS 10350-2503, PGC 31551.